# Galearis cyclochila
Galearis cyclochila är en orkidéart som först beskrevs av Adrien René Franchet och Paul Amédée Ludovic Savatier, och fick sitt nu gällande namn av Károly Rezsö Soó von Bere. Galearis cyclochila ingår i släktet Galearis och familjen orkidéer. Inga underarter finns listade i Catalogue of Life.